# Freixo (Almeida)
Freixo de Cima is een plaats (freguesia) in de Portugese gemeente Almeida en telt 217 inwoners (2001).